# جيمس إيرنست
جيمس إيرنست هو سياسي أمريكي، (و. 1818 – 1900 م). نشط حزبياً في الحزب الديمقراطي. وقد انتخب عضو جمعية ولاية ويسكونسن ‏ وانتخب عضو مجلس ولاية ويسكونسن ‏.